# Walther P1
Die halbautomatische Pistole Walther P1 der Firma Walther war die Standard-Dienstpistole der Bundeswehr, der Bereitschaftspolizeien der Länder und des Bundesgrenzschutzes. Sie ist eine Modifikation der Walther P38 der Wehrmacht. Dort diente sie der Verteidigung im Nahkampf, bei Ausfall der Hauptwaffe, bzw. dem Selbstschutz von Führungspersonal und Soldaten des Sanitätsdienstes. Die Pistole verschießt Munition im Kaliber 9 mm (Parabellum – 9 × 19 mm). Sie wurde 1956 von der neugegründeten Bundeswehr ohne Ausschreibung übernommen und ab 1957 erneut produziert.
2004 wurde die Produktion eingestellt. Die letzte P.38/P1 aus Ulmer Produktion hat die Seriennummer 473201 und befindet sich im Firmenmuseum.

## Verwendung
Die P1 wird in der Bundeswehr durch die P8 ersetzt. Die P1 wird auch heute noch von den Feldjägern und dem Wachbataillon in Verbindung mit dem Weißzeug beim protokollarischen Dienst getragen. 

## Eigenschaften
Die Geschwindigkeit des abgeschossenen Projektils (v0 = 345 m/s) liegt über der Schallgeschwindigkeit (343 m/s bei +20 °C).

## Baugruppen

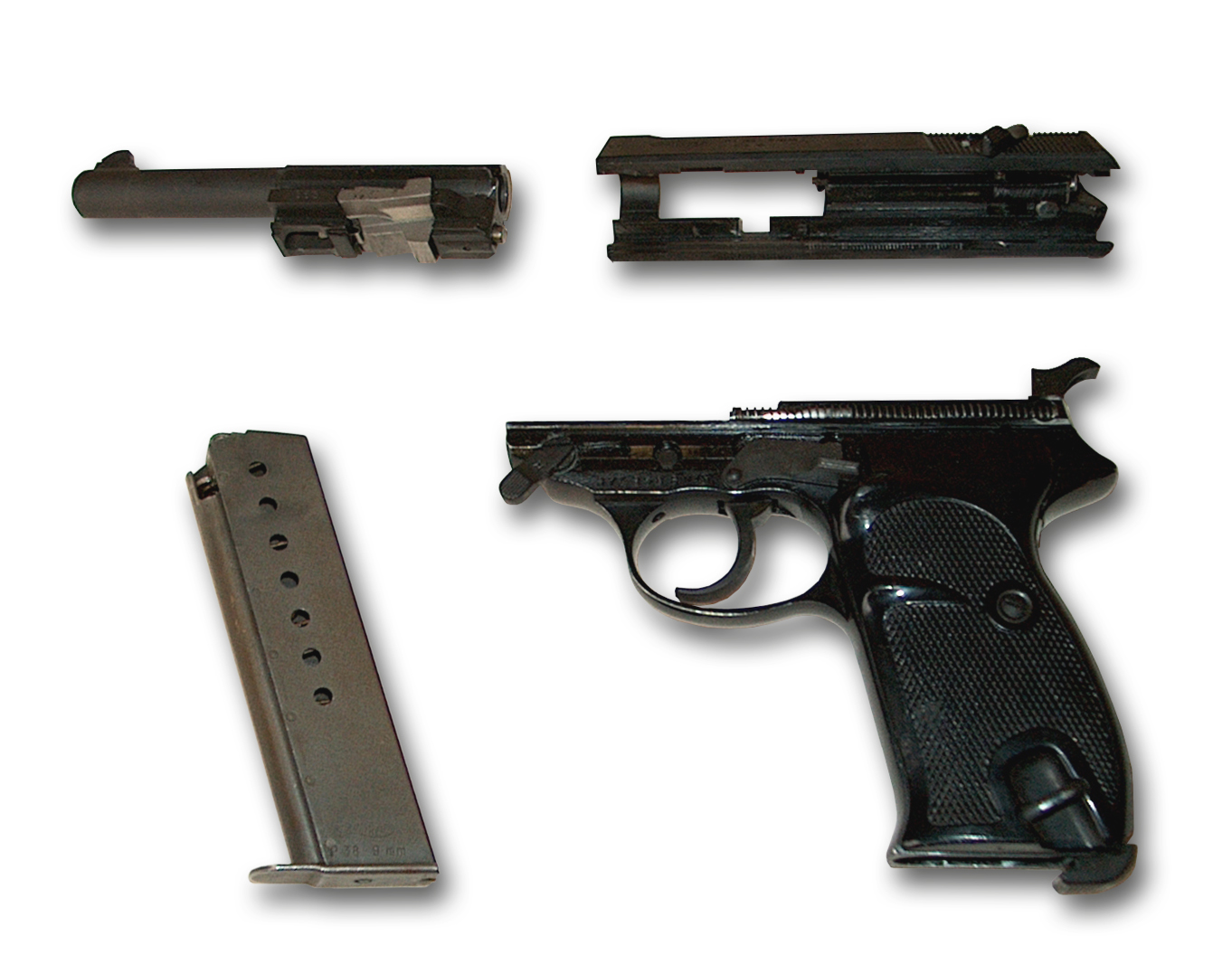
Die Baugruppen der Pistole P1 („Field strip“)

Die Pistole P1 besteht aus vier Hauptbestandteilen:

### Griffstück
Im Unterschied zur Walther P38 ist das Griffstück nicht aus Stahl gefertigt, sondern besteht aus Leichtmetall, was zu einer Gewichtsreduzierung von etwa 160 g führt.

### Verschluss
Der Verschluss, oder Schlitten, der rückstoßgeladenen P1 wird über den von der P38 bekannten Schwenkriegelverschluss verriegelt.

### Lauf
Der Lauf der P1 verfügt über sechs Züge und Felder mit Rechtsdrall, die das Geschoss in Rotation versetzen.

### Magazin
Das Stangenmagazin der P1 nimmt bis zu acht Patronen im Kaliber 9 × 19 mm auf. Mit einer im Patronenlager vorgehaltenen Patrone erhöht sich die maximale Schusszahl auf 9 Schuss.

### Änderungen während der Dienstzeit
Zunächst wurde die Wehrmachtsbezeichnung „P38“ beibehalten, erst ab Oktober 1963 wurde die behördliche Version „P1“ und die zivile „P38“ genannt.
Die bei Walther in Ulm hergestellten Waffen unterscheiden sich von den in Zella-Mehlis produzierten in folgenden Punkten:
- Griffstück aus schwarzeloxiertem Leichtmetall
- Verschluss, Lauf und Kleinteile phosphatiert
- Lauf mit eingezogenem Futterlauf
- Schlagbolzen mit rundem Querschnitt
- Griffschalen aus Novodur
- Schreibweise der Modellbezeichnung „P38“ (ohne Punkt)

#### Formänderungen
Beschriftung zunächst „Carl Walther Waffenfabrik Ulm/Do. P38 Cal.9mm“, ab Oktober 1963 „Carl Walther Waffenfabrik Ulm/Do. P38 Cal.9mm + Endziffern“, seit Juli 1968 „Carl Walther Waffenfabrik Ulm/Do. P38 Cal.9mm + Monat/Jahr“
- Verschluss seit Juli 1968 verstärkt
- Laufhaltehebel seit Juli 1968 in neuer Form (Stern)
- Auswerfer seit April 1971 mit Feder
- Riegel seit 1972 als Schmiedeteil ausgeführt
- Lauf seit September 1972 als Futterlauf mit schmalem Bund und seit Oktober 1974 als Futterlauf mit breitem Bund
- Griffstück seit 1975 aus Dural (verstärkt), Kennzeichen Sechskant und Stempelung „Punkt im Kreis“
- Visier seit 1975 verstärkt mit Farbmarkierung
- Laufhaltehebel seit 1975 verstärkt
- Schlagbolzen ab 1977 poliert
- Schlagbolzen ab 1983 mit verstärktem Wulst
- Magazinlippenauslauf und -härtung ab Juli 1992 geändert

#### Sonderausführungen
In sehr geringer Stückzahl erwarb die Bundeswehr auch P38 mit Schalldämpfer im Kaliber 9 mm Parabellum („P38 SD“). Diese wurden unter anderem an die Fernspähkompanien ausgegeben.
Für die Ausbildung wurden Schnittmodelle beschafft.

## Bedienung
Mit dem Sicherungshebel auf der linken Seite der Waffe kann zwischen den beiden Zuständen „sicher“ und „feuerbereit“ umgeschaltet werden. 
Bei der Anzeige des Zustands handelt es sich im Gegensatz beispielsweise zum Gewehr G3 um eine „Sichtsicherung“: Der Sicherungshebel zeigt nicht auf den Buchstaben, der dem aktuellen Sicherungszustand entspricht, sondern genau umgekehrt.
Er verdeckt den jeweils nicht zutreffenden Buchstaben. Der lesbare zeigt dann den Sicherungszustand an: weißer Buchstabe „S“ für „sicher“ und roter Buchstabe „F“ für „feuerbereit“.
Diese Konvention spart etwas Platz, da sonst die Buchstaben jeweils in der Verlängerung des Sicherungshebels statt unter ihm positioniert werden müssten.
Der Abzug kann bei entsicherter Pistole mit gespanntem und auch mit nicht gespanntem Hahn zurückgezogen werden. Ist die Pistole fertiggeladen und gespannt, befinden sich Abzug und Hahn in ihrer hinteren Raste. Ein leichter Druck auf den Abzug genügt, um den Schuss zu lösen.
Ist die Pistole fertiggeladen und nicht gespannt, befinden sich Abzug und Hahn in vorderer Stellung.

## Reichweite
Mit „Reichweite“ wird in der Waffentechnik im Allgemeinen die Kampfentfernung bezeichnet. Bei der P1 wird diese bei der Bundeswehr bei einem geübten Schützen mit 50 m angegeben, ansonsten mit 25 m.